# Léonce Ndikumana
Pour les articles homonymes, voir Ndikumana.
Léonce Ndikumana est un professeur d'économie burundais, spécialiste du développement de l'économie africaine, de la macroéconomie, de la dette extérieure et de la fuite des capitaux.

## Biographie
Léonce Ndikumana a obtenu sa licence en économie à l’université du Burundi en 1986. Il devient chargé de cours en 1987 et finalement directeur des finances et de l’administration dans la même université. En 1992, il est titulaire d'une maîtrise en économie et en 1996 son doctorat à l'université Washington de Saint-Louis, aux États-Unis. Il est actuellement professeur d'économie et directeur du Programme de développement de l'Afrique à l'Institut de recherche en économie politique – Poltical Economy Research Institute (PERI) à l'université du Massachusetts à Amherst aux États-Unis.
Il accorde un intérêt particulier à la politique et dynamique macro-économique dans les économies africaines. C’est ainsi qu’il oriente sa carrière sur les causes de la faiblesse de l’économie africaine, ses conséquences et préconise des solutions.
Il est membre du Comité des politiques de développement de l'Organisation des Nations unies et a servi en tant que Directeur de la Recherche et Politique opérationnelle de la Banque africaine de
développement (2008-2011), et Chef de l'analyse macroéconomique à la Commission économique des Nations pour l'Afrique (CEA ou Economic Commission for Africa UNECA), à Addis Abeba en Éthiopie entre 2006 à 2008. Il se spécialise sur la dette extérieure et la fuite des capitaux, les marchés financiers et la croissance et les politiques macroéconomiques pour la croissance et l'emploi avec un accent sur l'Afrique.

## Activité scientifique
Le parcours professionnel de Léonce Ndikumana est essentiellement centré sur le développement de l'économie africaine, la théorie de la macroéconomie et de l'argent et le système bancaire. Il étudie l'ampleur, les causes et les effets du vol des capitaux en provenance de pays africains. Ses recherches coécrites avec James K Boyce sont publiées dans plusieurs revues: International Review of Applied Economics, African Development Review, Development and Change, Journal of Development Studies, et World Development.
Ses préoccupations sur la macroéconomie sont également publiées dans les revues comme American Economic Review, Journal of Post Keynesian Economics, et Journal of African Economies.
Ndikumana est également auteur de plusieurs ouvrages. Dans La dette odieuse de l’Afrique (Amalion, 2013), co-écrit avec James K. Boyce, il révèle le fait choquant que, contrairement à la perception populaire comme quoi l’Afrique ponctionne les ressources financières de l’Occident, le continent est en fait un créancier net du reste du monde.

## Publications

### Ouvrages
- La Dette odieuse de l'Afrique : comment l'endettement et la fuite des capitaux ont saigné un continent (coécrit avec James K. Boyce), Dakar, Amalion Publishing, 2013  (ISBN 9782359260229).
- Africa's Odious Debts: How Foreign Loans and Capital Flight Bled a Continent, London, Zed Books.
- Capital Flight from Africa: Causes, Effects, and Policy Issues, 6 novembre 2014, S. Ibi Ajayi et Léonce Ndikumana,  (ISBN 9780198718550)

## Honneurs et prix
- En 2013, Ndikumana est lauréat du UMass Award pour les réalisations exceptionnelles dans la recherche et l’activité créatrice[21]
- Spotlight scholar 2013[22].
- Il est membre de Comité des politiques de développement de l’Organisation des Nations unies.
- Professeur honoraire d’économie à l’université de Stellenbosch en Afrique du Sud[23]
- Dudley Seers Memorial Prize pour le meilleur article dans le volume 38 de la Revue d'études du développement (article coécrit avec James K. Boyce).
- Exceptional Teacher Award, 2001-2002.
- Nommé pour le Prix du professeur distingué, 1999 et 2004.